# Крюков Антон Сергійович
Антон Сергійович Крюков (25 липня 1988) — український пауерліфтер. Майстер спорту України міжнародного класу.
Представляє Донецький регіональний центр з фізичної культури і спорту інвалідів «Інваспорт».

## Досягнення
- Чемпіон в особистій першості на Чемпіонаті Європи 2013 року.
- Чемпіон РЄ Чемпіонату Європи 2015 року.
- Бронзовий призер в особистій першості Кубку світу 2016 року.